# 新胎内温泉
新胎内温泉（しんたいないおんせん）とは、新潟県胎内市夏井にある温泉。胎内川沿いで湧出している。

## 泉質
- ナトリウム-炭酸水素塩・硫酸塩泉
  - 泉温　51.6℃

## 温泉地

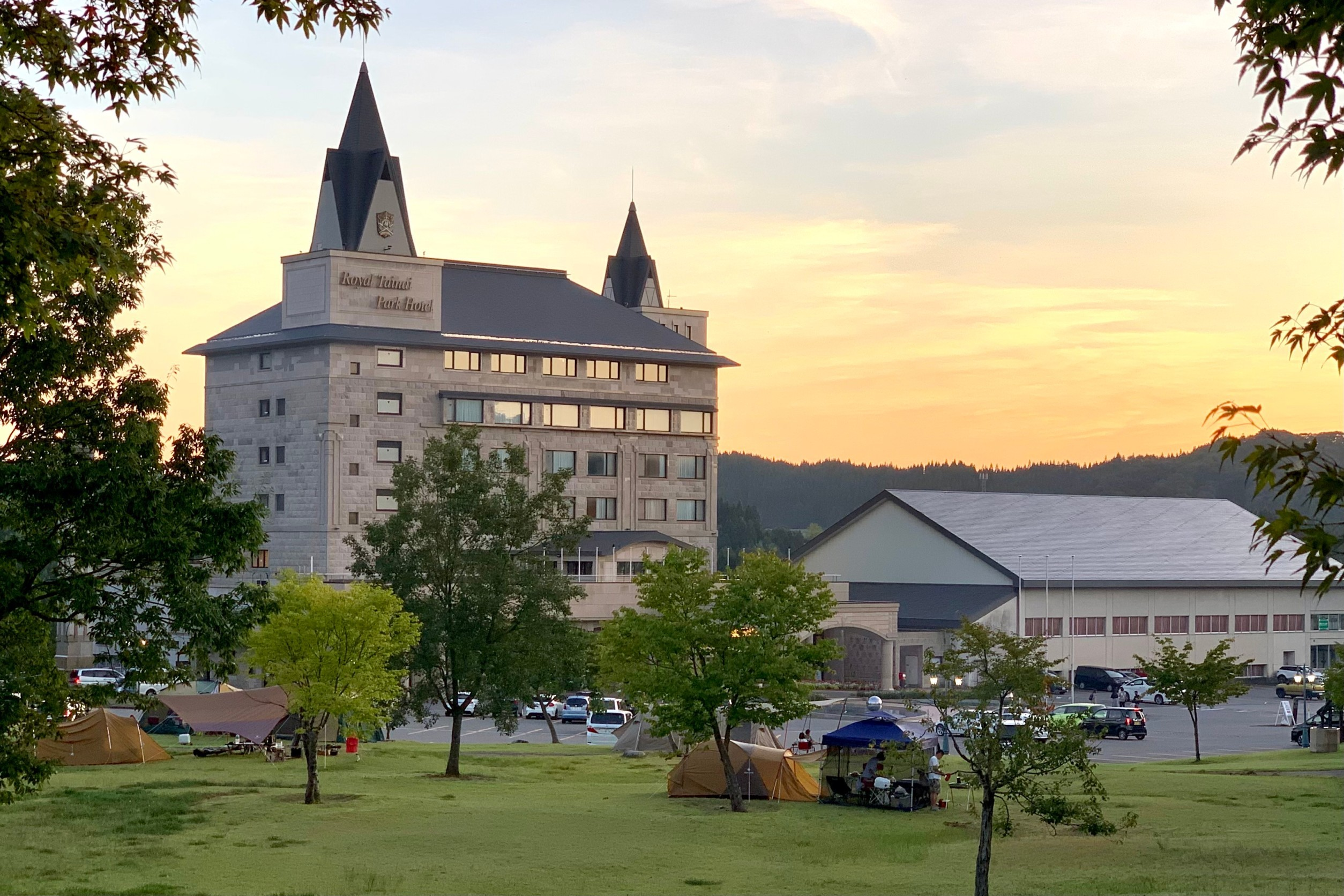
ロイヤル胎内パークホテル。手前の芝生広場はホテル宿泊者向けのキャンプサイトとなっている。

飯豊山地から流れる胎内川沿いの森林地帯にある一軒宿「ロイヤル胎内パークホテル」から湧出している温泉。
日帰り入浴可能。ホテル内は建築年数がそこまで古くはないが、クラシックが漂う内装になっている。
周辺一帯は黒川村主導で胎内リゾートとして開発されており、胎内スキー場や胎内高原ビール園、胎内昆虫の家をはじめとした様々な施設がある。

## 歴史
2001年3月（平成13年）- 開湯とともに、「ロイヤル胎内パークホテル」が開業。

## アクセス
- JR羽越本線・中条駅から車で30分。（ホテルの無料送迎バス、胎内市無料観光バス「くるっと胎内」、および予約制デマンド交通「のれんす号」あり）

- 日本海東北自動車道中条ICから車で30分。